# Stanley Karnow
Stanley Karnow, né le 4 février 1925 à Brooklyn, New York, et mort le 27 janvier 2013 à Potomac, est un journaliste et historien américain.

## Famille
Né dans une famille juive, il épouse en 1948 la femme de lettres française Claude Sarraute (1927-2023), fille de l'avocat Raymond Sarraute (1902-1985) et de l'écrivain d'origine juive russe Nathalie Sarraute (1900-1999). Ils divorcent en 1955.
Karnow épouse ensuite Annette Kline (décédée en 2009). Ensemble, ils ont un garçon et une fille.

## Carrière
En 1948, il s'inscrit dans une université parisienne, où il commence à écrire des dépêches pour des journaux et des magazines américains. À partir de 1959, Karnow est correspondant notamment pour Time et Life. Il couvre notamment la guerre d'Algérie.
Il est présent au Vietnam en juillet 1959, lorsque les premiers Américains sont tués par le Vietcong. Karnow est placé sur une liste noire comme l'un des principaux adversaires du président américain Richard Nixon.
En 1983, il publie Vietnam : A History (Histoire de la guerre du Vietnam) et participe à l'organisation de programmes de télévision sur la guerre du Vietnam. Il écrit d'autres livres portant sur la dictature communiste de Mao Zedong en Chine et sur l'évolution de la politique américaine aux Philippines.
Stanley Karnow reçoit le prix Pulitzer pour l'histoire en 1990 et est reconnu comme l'un des plus grands historiens américains de ces dernières années.
Il appartenait au Council on Foreign Relations.

## Œuvres
- Vietnam: A History, 1983  (ISBN 0140265473)
- In Our Image: America's Empire in the Philippines, 1989  (ISBN 0-394-54975-9)
- Mao and China: From Revolution to Revolution, 1972
- Mao and China: Inside China's Cultural Revolution  (ISBN 0-140-07221-7)
- Paris in the Fifties: a memoir, 1997  (ISBN 0-8129-2781-8)
- The Vietnam Debacle, 2000, Salon.com